# 瑤子女王

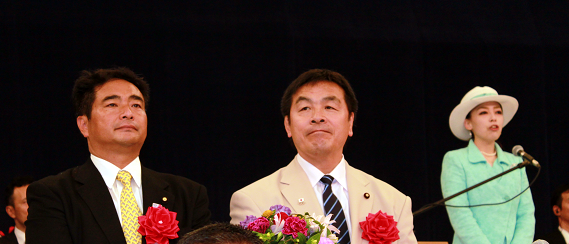
瑤子女王（最右）出席日本第51屆全國道場劍道大會

瑤子女王（日语：／ Yōko Jōō，1983年10月25日—），日本皇族。寬仁親王與寬仁親王妃信子次女，有一姊彬子女王，亦是大正天皇的曾孫女，今上天皇德仁的堂妹。作為大正天皇直系3代之外的女性皇族而受封女王。使用的徽印是星星。

## 經歷
1983年（昭和58年）10月25日，瑤子女王於東京都澀谷區日本赤十字社醫療中心出生，先後進入學習院初等科、女子中等科、女子高等科學習，並取得學習院女子大學國際文化交流學部日本文化學科文學學士學位。
2003年（平成15年），成年時一如慣例得到天皇明仁授予二等寶冠勳章（寶冠牡丹章）。此後須履行成年皇室成員義務，出席宮中儀式和祭祀。
瑤子女王自小學5年級起開始學習劍道，現為劍道五段。2005年3月，參加關東學生劍術聯盟友好使節團，赴法國、德國交流。同年8月，參加國際博覽會劍道競技大會。大學畢業後擔任學習院初等科劍道部的指導者。
2006年（平成18年）12月至2012年11月，於日本赤十字社擔任非專職職務。
2013年（平成25年）8月，繼任其父寬仁親王的國際通用設計協議會總裁一職。
2014年1月，擔任社會福祉法人友愛十字會的總裁。另一方面，瑤子女王亦在父母患病、姊姊彬子女王海外留學時期分擔公務。
2019年12月，先前曾招待因天皇德仁繼位舉辦之即位之禮而造訪日本的翁山蘇姬，而以私人形式回訪緬甸，是初位訪問該國的日本皇室成員。
2022年（令和4年）2月，確診新型冠狀病毒肺炎，為初位感染新型冠狀病毒肺炎的皇室成員。
同年3月，以名譽總裁身分於日本通用聽力設備設計協會演說，首次提及自己因患有梅尼爾氏症而導致感覺神經性聽覺障礙。並於同年6月，透過宮內廳公開手寫信回應記者採訪，表示希望能藉此喚起大眾對聽覺障礙的重視。

## 外部連結
- 瑶子女王殿下の記者会見の内容（要旨） （页面存档备份，存于）
- 三笠宮家の次女・瑶子さま、20歳の記者会見（2003年10月23日） - YouTube チャンネル「TBS NEWS」 （页面存档备份，存于）